# Parametriotinae
Parametriotinae zijn een onderfamilie van vlinders in de familie grasmineermotten (Elachistidae).

## Geslachten
- Agalmoscelis Diakonoff, 1955[1]
- Araucarivora Hodges, 1997[2]
- Auxotricha Meyrick, 1931[3]
- Blastodacna Wocke in Heinemann & Wocke, 1876[4]
- Chrysoclista Stainton, 1854
- Coracistis Meyrick, 1897
- Dystebenna Spuler, 1910
- Gielisella Koster & Nieukerken, 2017[5]
- Glaucacna Forbes, 1931
- Haplochrois Meyrick, 1897
- Heinemannia Wocke in Heinemann & Wocke, 1876
- Homoeoprepes Walsingham, 1909
- Microcolona Meyrick, 1897
- Pammeces Zeller, 1863
- Spuleria Hofmann, 1898
- Tocasta Busck, 1912
- Zaratha Walker, 1864